# Заприпайная полынья
Заприпайная полынья — свободная от плотного льда акватория, расположенная прямо у линии припая, которая возникает из-за влияния ветра на дрейфующие ледовые массы. Заприпайные полыньи могут периодически замерзать и вновь взламываться, что позволяет им существовать почти непрерывно, окаймляя припай или прибрежный ледник полосой чистой воды шириной в десятки километров, а длиной — в сотни. Их наличие может стать серьёзным препятствием для санных путешествий по льдам, однако в практике кораблевождения заприпайные полыньи широко используются для проводки судов по замерзающим морским маршрутам задолго до открытия на них навигации.
Наиболее часто стационарные заприпайные полыньи наблюдаются зимой и весной в окрестностях антарктических шельфовых ледников, в Карском море, море Баффина, море Лаптевых, море Бофорта. Так называемая «Сибирская полынья», расположенная к северу от Новосибирских островов и на западе Восточно-Сибирского моря, стала преградой для русских исследователей Арктики, которые пытались по льду отыскать якобы существующие острова Земля Санникова и Земля Андреева.
Весной любая заприпайная полынья активно поглощает солнечное тепло и становится мощным аккумулятором тепловой энергии. Вода в таких местах может прогреваться до 5—10 °C.
В зимний сезон в заприпайных полыньях интенсифицируются процессы льдообразования, конвекции водных масс, осолонения вод и теплообмена с атмосферным воздухом. Эффект парения моря, как правило, связан именно с такими участками морской поверхности. С точки зрения биоэкологии незамерзающие полыньи имеют особое значение для высокоширотной фауны, являясь своеобразными «оазисами жизни» в полярных районах. Научное толкование физических процессов, протекающих в заприпайных полыньях, было дано М. В. Ломоносовым.